# 多可町立加美中学校
多可町立加美中学校（たかちょうりつかみちゅうがっこう）は、兵庫県多可郡多可町にある公立中学校。

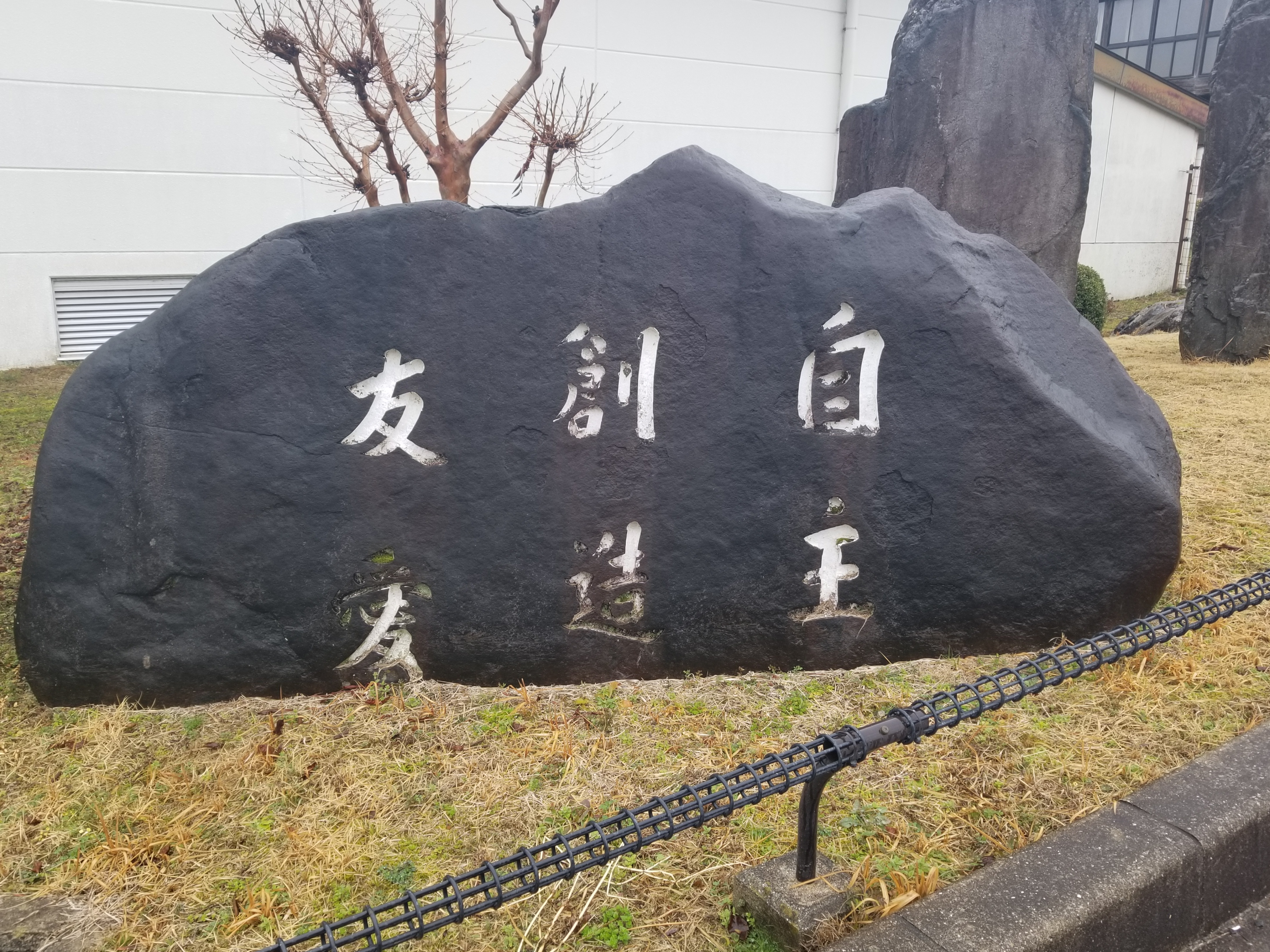
校門脇に立つ加美中学校校訓碑

## 部活動
- 野球部
- ソフトボール部
- サッカー部
- ソフトテニス部
- 女子バレーボール部
- 陸上競技部
- 吹奏楽部

## 校区
多可町加美区全域。以下の小学校区域が該当する。
- 多可町立松井小学校
- 多可町立杉原谷小学校

## 周辺の施設
- 多可町加美地域局
- かみ高地キャンプ場
- 国道427号

## 通学区域が隣接している学校
- 多可町立中町中学校
- 多可町立八千代中学校
- 神河町立神河中学校
- 朝来市立生野中学校
- 丹波市立青垣中学校
- 丹波市立氷上中学校
- 丹波市立山南中学校